# آیروندکویت (نیویورک)
آیروندکویت (به انگلیسی: Irondequoit) یک منطقهٔ مسکونی در ایالات متحده آمریکا است که در نیویورک واقع شده‌است. آیروندکویت ۴۳٫۵۷ کیلومتر مربع مساحت و ۵۱٬۶۹۲ نفر جمعیت دارد و ۱۱۲٫۱۷ متر بالاتر از سطح دریا واقع شده‌است.